# لينين ستينكامب
لينين ستينكامب (بالإنجليزية: Lenin Steenkamp)‏ هو مدرب كرة قدم ولاعب كرة قدم جنوب أفريقي في مركز الوسط، ولد في 9 سبتمبر 1969 في ديربان في جنوب أفريقيا. لعب مع أتلانتا سيلفرباكس.